# Rhinoppia tridentata
Rhinoppia tridentata är en kvalsterart som först beskrevs av Subías och Mínguez 1985.  Rhinoppia tridentata ingår i släktet Rhinoppia och familjen Oppiidae. Inga underarter finns listade i Catalogue of Life.